# Uniwersytet w Prisztinie
Uniwersytet w Prisztinie (alb. Universiteti i Prishtinës, serb. Универзитет у Приштини) – uniwersytet utworzony w listopadzie 1969 roku w Prisztinie, decyzją autonomicznych władz Kosowa.

## Historia
Pierwszą szkołą wyższą w Kosowie była utworzona w 1958 Wyższa Szkoła Pedagogiczna w Prisztinie. Pierwszym wydziałem tej uczelni był Wydział Filozoficzny, który rozpoczął działalność w 1960. Do 1969 r. większość wydziałów w Prisztinie było filiami Uniwersytetu w Belgradzie, który systematycznie wspierał rozwój tej uczelni, a wykłady odbywały się w języku serbskim i albańskim. W jego składzie było 14 wydziałów, w tym dwanaście z siedzibą w Prisztinie. Po zniesieniu autonomii Kosowa w 1989 uniwersytet zamknięto i zwolniono z pracy Albańczyków, pracujących dotąd na uczelni. Zwolnieni Albańczycy powołali do życia podziemne struktury uniwersytetu albańskiego, a uniwersytet stał się uczelnią serbską. Od 1991 w Prisztinie działały dwa odrębne systemy edukacyjne. 16 stycznia 1997 UÇK dokonało zamachu bombowego na jednego z serbskich pracowników naukowych uczelni, w efekcie którego został poważnie ranny. 1 października 1997 około 3 000 Albańczyków wzięło udział w pokojowej demonstracji domagającej się przywrócenia statusu uczelni sprzed 1989. Demonstracje zostały brutalnie stłumione przez policję serbską.
Po wojnie w Kosowie i przejęciu kontroli nad uniwersytetem przez Albańczyków, część Uniwersytetu ulokowano w Kosowskiej Mitrowicy, gdzie podjął działalność w 2001 i działa do dzisiaj. Struktura serbskiej części uniwersytetu obejmuje 10 wydziałów (ma 746 wykładowców i 9320 studentów). Został on uznany w 2002 przez UNMIK, ale pod nazwą Uniwersytet w Mitrowicy, której nie przyjął.
Majątek Uniwersytetu Prisztińskiego został przejęty przez Albańczyków, a wykładowcy serbscy stracili pracę. UÇK również zabiła trzech serbskich wykładowców w budynku Wydziału Ekonomicznego.
Obecnie Uniwersytet w Prisztinie to dwa oddzielne uniwersytety – Uniwersytet Prisztiński serbskich uchodźców z Prisztiny, z siedzibą w Kosowskiej Mitrowicy, oraz albański Uniwersytet w Prisztinie (ma 1638 wykładowców i 28 832 studentów).